# Linka 16 (metro v Paříži)

Linka v plánované síti Grand Paris Express

Linka 16 je zamýšlená linka pařížského metra ve zdejší aglomeraci jako jedna z větví plánovaného projektu Grand Paris Express. Linka dlouhá 25 km bude procházet 11 obcemi v departementu Seine-Saint-Denis a bude mít 10 stanic. Její částečné zprovoznění je plánováno na podzim 2026 (ze Saint-Denis Pleyel do Clichy - Montfermeil), celkové v roce 2028. Linka bude v systému MHD značená růžovou barvou.

## Historie projektu
Linka číslo 16 je pozůstatkem části linky 15; tento projekt vyhlásil Nicolas Sarkozy v roce 2009 sloučením s projektem Arc Express a nahrazením novým systémem Grand Paris Express. Dne 6. března 2013 premiér Jean-Marc Ayrault zveřejnil mapu budoucí sítě Grand Paris Express, na které se poprvé objevilo označení linky 16 spojující Noisy - Champs a Saint-Denis. Při té příležitosti byl také naznačen možný termín uvedení do provozu v roce 2023, a také že vlaky metra budou kratší než původně zamýšlených 120 m. 18. července 2013 byly zveřejněny podmínky pro realizaci úseku Noisy - Champs / Saint-Denis Pleyel / Mairie de Saint-Ouen. Dne 4. července 2014 byla schválena investiční operace pro budoucí linky 16, 17 (jižní úsek) a 14 (severní úsek) ve výši 3,490 miliard euro. 

## Technické parametry
Vlaky na lince budou mít automatické řízení a budou se skládat ze tří průchozích vagónů o celkové délce 54 m s kapacitou asi 500 cestujících.

## Seznam plánovaných stanic
| Linka 16                  | Linka 16                        | Linka 16 |
| Stanice                   | Obec                            | Přestup  |
| ------------------------- | ------------------------------- | -------- |
| Noisy – Champs            | Noisy-le-Grand Champs-sur-Marne |          |
| Chelles – Gournay         | Chelles                         |          |
| Clichy – Montfermeil      | Clichy-sous-Bois Montfermeil    |          |
| Sevran – Livry            | Sevran                          |          |
| Sevran – Beaudottes       | Sevran                          |          |
| Aulnay Val Francilia      | Aulnay-sous-Bois                |          |
| Parc du Blanc-Mesnil      | Le Blanc-Mesnil                 |          |
| Le Bourget                | Le Bourget                      |          |
| La Courneuve – Six Routes | La Courneuve                    |          |
| Saint-Denis Pleyel        | Saint-Denis                     |          |